# Rizki Amelia Pradipta

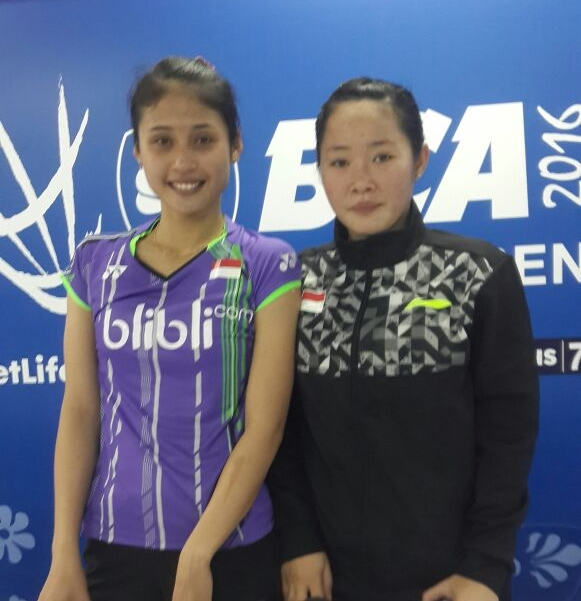
Rizki Amelia Pradipta (links) und Tiara Rosalia Nuraidah (2016)

Rizki Amelia Pradipta (* 1. September 1990 in Surakarta) ist eine indonesische Badmintonspielerin.

## Karriere
Rizki Amelia Pradipta wurde in der indonesischen Superliga 2011 Vizemeisterin mit dem Damenteam von PB Jayaraya. Bei der Singapur Super Series 2012 belegte sie Rang neun im Damendoppel mit Pia Zebadiah ebenso wie bei der Indonesia Super Series 2012. Mit Pia Zebadiah siegte sie 2012 bei den Indonesia International und den Vietnam International.